# Kaminarimon

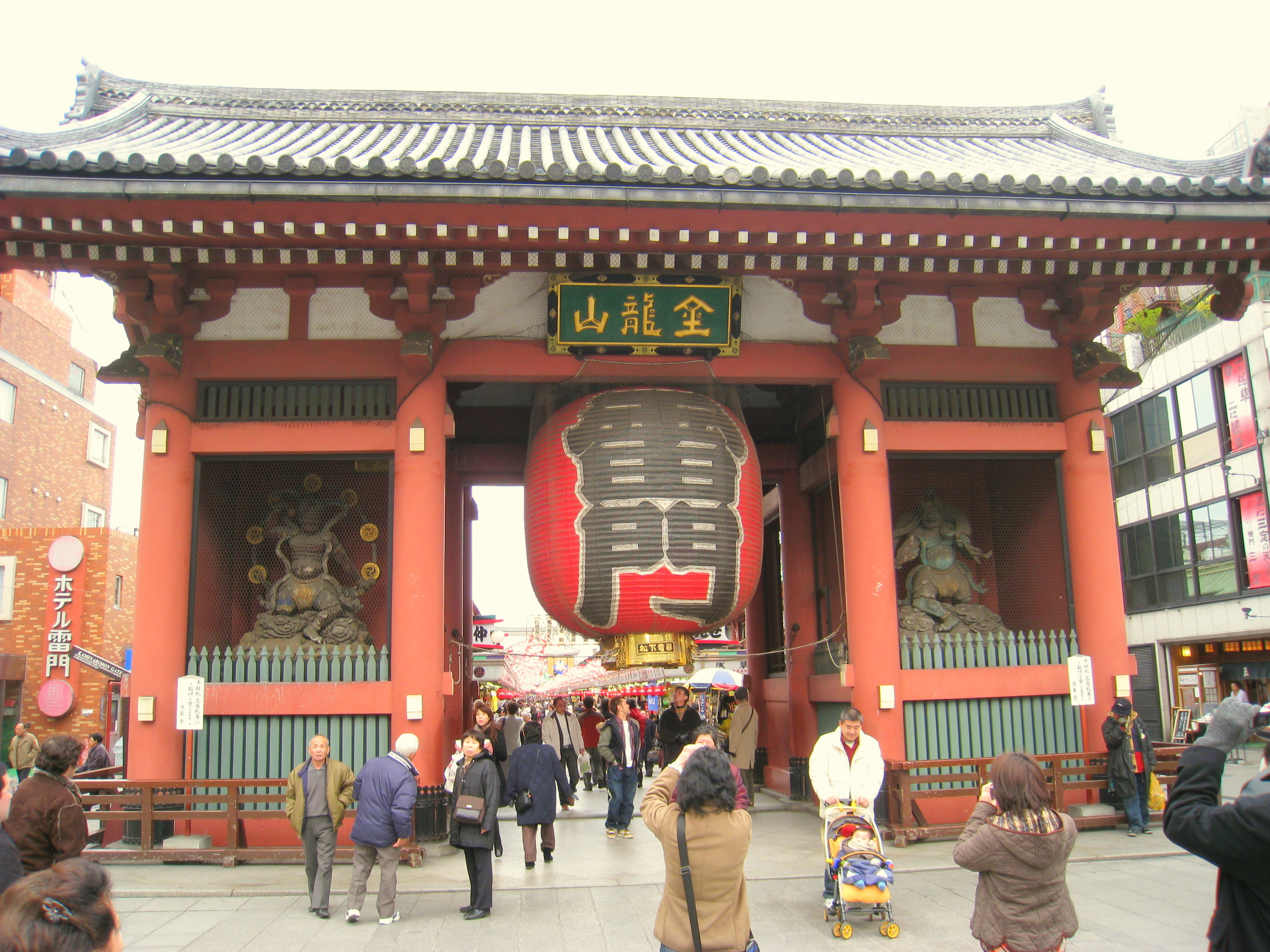
La face sud du Kaminarimon. Une statue de Fūjin se trouve sur la droite et celle de Raijin sur la gauche.

Le Kaminarimon (雷門, « Porte de la foudre ») est la porte extérieure d'un ensemble de deux grandes portes d'entrée qui conduisent finalement au Sensō-ji (la porte intérieure étant le Hōzōmon) à Asakusa (Tokyo), au Japon. La porte, avec sa lanterne et ses statues, est populaire auprès des touristes. Elle fait 11,7 m de haut, 11,4 m de large et couvre une superficie de 69,3 m2.

## Histoire
Le Kaminarimon est construit en 941 par Taira no Kinmasa. Situé à l'origine près de Komagata, il est reconstruit sur son emplacement actuel en 1635. Il semble que cela se soit fait à l'occasion de l'installation des statues de Raijin et Fūjin sur la porte. La porte est détruite à plusieurs reprises à travers les siècles. Quatre ans après son déménagement, le Kaminarimon brûle et, en 1649, Tokugawa Iemitsu reconstruit la porte avec plusieurs autres des grands bâtiments dans le complexe du temple. La porte est réduite en cendres en 1757 et de nouveau en 1865. La structure actuelle du Kaminarimon date de 1960.

## Caractéristiques

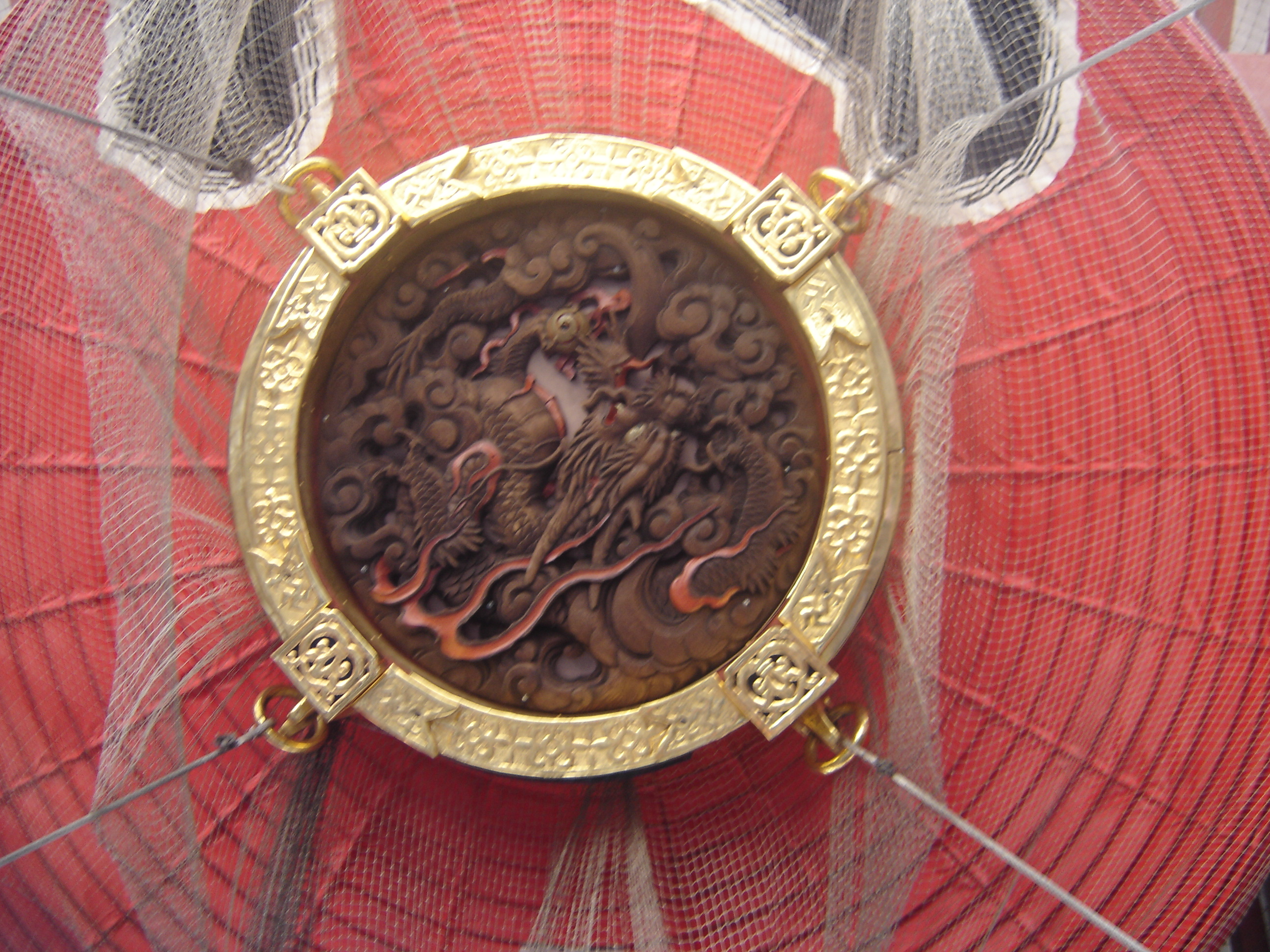
Sculpture en bois d'un dragon au bas de la grande lanterne rouge sur le Kaminarimon.

Quatre statues sont hébergées dans le Kaminarimon. À l'avant de la porte, les statues des dieux shinto Fūjin et Raijin sont exposées. Fūjin, littéralement « dieu du vent », est situé sur le côté est de la porte, tandis que Raijin, littéralement « dieu du tonnerre », est situé sur le côté ouest. Deux statues supplémentaires se tiennent sur le revers de la porte : le dieu bouddhiste Tenryu à l'est, et la déesse Kinryū à l'ouest.
Au centre du Kaminarimon, sous la porte, est suspendu un chōchin géant rouge de 4 m de haut, 3,4 m de circonférence et d'un poids de 670 kg. En raison de sa fragilité, la lanterne n'est pas une pièce d'origine. Il s'agit d'une réplique donnée en août 2003 en commémoration du 400e anniversaire du début de l'époque d'Edo par Konosuke Matsushita, fondateur de la Matsushita Electric Industrial Co. (à présent connue sous le nom Panasonic).
L'avant de la lanterne indique le nom de la porte, « Kaminarimon » (雷門). Le nom officiel de la porte est peint en noir à l'arrière, « Furaijinmon » (風雷神門). Une sculpture en bois représentant un dragon orne le bas de la lanterne.
Lors des festivals tels que le Sanja matsuri, la lanterne est déposée pour laisser les objets hauts passer par la porte.
Les caractères (Kinryū-zan (金龍山) sur la tablette au-dessus de la lanterne se lisent de droite à gauche et font référence au Sensō-ji.